# Las Hortichuelas
Las Hortichuelas es una localidad y pedanía española perteneciente al municipio de Níjar, en la provincia de Almería, comunidad autónoma de Andalucía. Está situada en la parte oriental de la comarca Metropolitana de Almería, en pleno parque natural del Cabo de Gata y a tan solo dos kilómetros de la costa mediterránea. Cerca de esta localidad se encuentran los núcleos de Las Negras, Rodalquilar y Fernán Pérez.

## Historia
Históricamente Las Hortichuelas ha vivido de la agricultura y de la minería. A mediados del siglo XX, gran parte de su población se desplazaba a diario a trabajar a Rodalquilar, a las minas de oro o a las canteras de adoquines.
El esplendor agrícola que tuvo en el pasado se pone de manifiesto por la existencia de seis eras de trilla en la periferia de la pedanía, actualmente muy deterioradas. En las eras empedradas se hacía la labor de la trilla de los cereales. Para ello se empleaba el trillo, que consistía en una plancha de madera en cuya parte inferior tenía incrustados elementos cortantes, que al hacerlos arrastrar sobre la parva extendida en la era mediante animales de tiro cortaba los tallos secos y hacía desprenderse el grano. Posteriormente para separar el grano de la paja, se realizaba el aventado.
Cabe destacar que Las Hortichuelas fue escenario en 1968 del western Corre, Cuchillo, corre, donde la mayoría de las escenas fueron grabadas en su era.
Actualmente la actividad económica principal de la población sigue vinculada a la agricultura, existiendo algunos invernaderos en las proximidades del núcleo urbano, y también al turismo, dado su enclave en el parque natural y su proximidad a la costa.
El 27 de febrero de 2018 desapareció en esta pedanía el niño Gabriel Cruz Ramírez, con tan solo ocho años de edad. Su cuerpo sin vida apareció doce días después creando una gran conmoción en la sociedad española.

## Geografía
La localidad se encuentra dividida en tres pequeños núcleos separados por unos cientos de metros. Al sur está Las Hortichuelas Bajas; en el medio El Estanco, que recibe el nombre de la expendeduría de tabaco que existía en ese lugar; y más arriba, separado por una carretera, se sitúa Las Hortichuelas Altas.
Desde el punto de vista orográfico, el núcleo de población se encuentra en un pequeño valle labrado por tres ramblas: la de las Hortichuelas, del Estanco y de los Pérez.

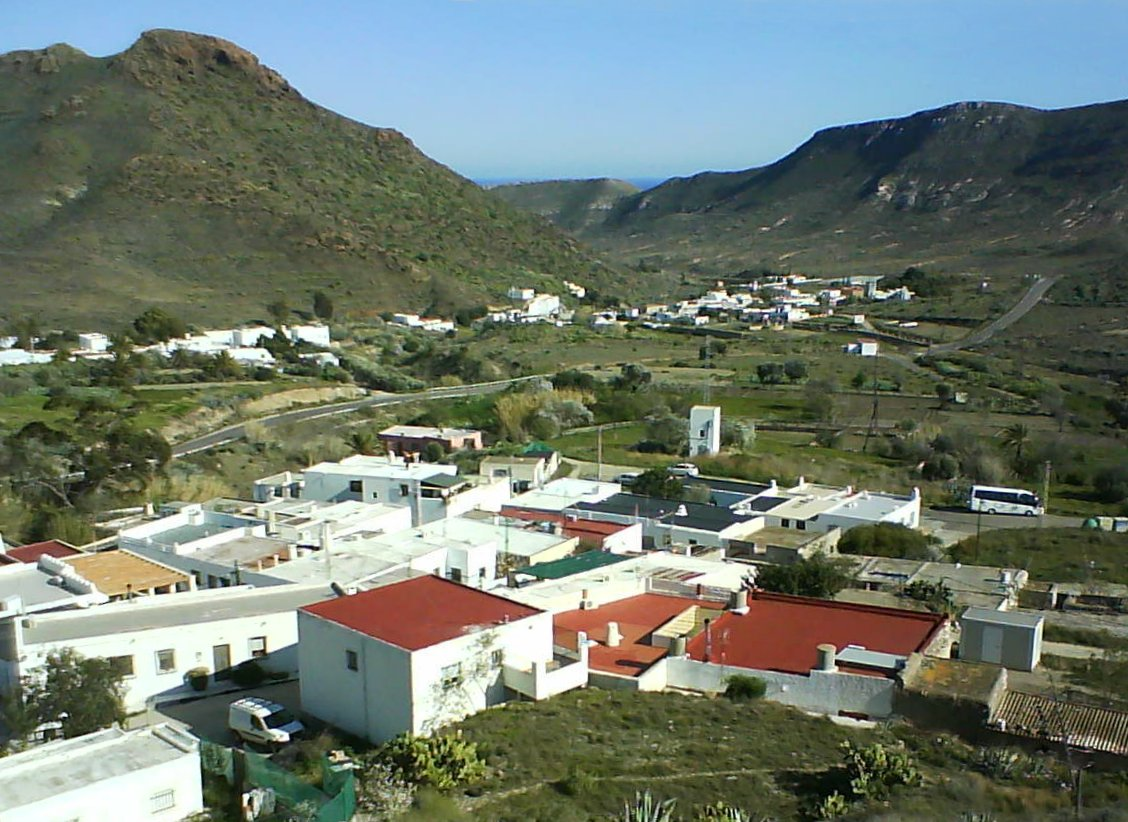
Vista de Las Hortichuelas desde el cerro.

Bajando por la carretera principal, al llegar al risco de Bornos (332 m), el terreno empieza su descenso a una cañada desde donde se puede ver al fondo el Mediterráneo, y frente al mar se sitúa el cerro y la Torre de los Lobos (265 m) con su faro. Hacia el sureste el Cerro del Aire (245 m) tras el cual se oculta el pueblo de Las Negras. Hacia el suroeste, el Cerro de las Hortichuelas (358 m) tras el cual está Rodalquilar y sus minas; y justo a la derecha de la carretera, el Cerro Gallinaza (360 m). En medio, junto a las casas de Las Hortichuelas Altas hay una loma llamada Cerro Palaín (165 m) en cuya base aún existe un pobre manantial natural del que salía agua potable y de riego durante décadas.
La vinculación agrícola de la población se hace patente por la existencia de pequeños huertos con higueras o almendros junto a muchas de las viviendas, algunos con balsas para agua e incluso alguna noria, que aunque sin su maquinaria, se puede apreciar una junto a la calle Romica del pueblo.

### Clima
La climatología de la zona es una de las más áridas de España, con índices de pluviosidad extraordinariamente bajos, apenas superiores a los 200 mm3/cm2. Escasez que se agrava con su irregularidad interanual. Así pues, se requiere la instalación de dispositivos hidráulicos (pozos, norias y aljibes) para regar las tierras o para asegurar el agua a las personas que la habitan.

## Demografía
Según el Instituto Nacional de Estadística de España, en el año 2017 Las Hortichuelas contaba con 73 habitantes censados, lo que representa el 0,25% de la población total del municipio.

### Evolución de la población
| Gráfica de evolución demográfica de Las Hortichuelas entre 2007 y 2017 |
|                                                                        |
| Datos según el nomenclátor publicado por el INE.                       |

## Cultura

### Fiestas
Sus fiestas populares se celebran cada año el último fin de semana de julio.

## Comunicaciones

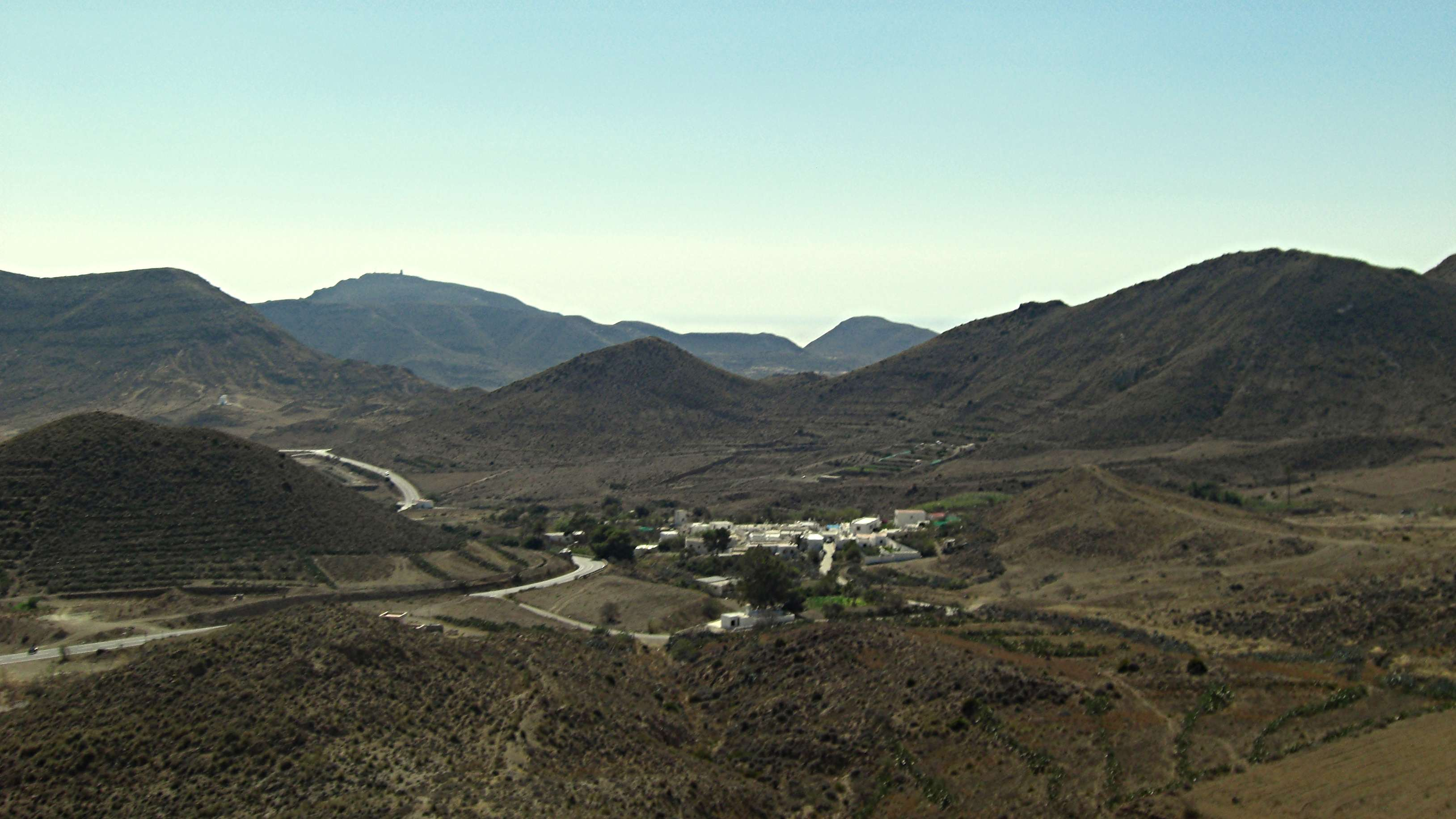
Panorámica de Las Hortichuelas.

### Carreteras
Se accede a Las Hortichuelas desde la autovía A-7 tomando la salida 487, denominada Campohermoso - Las Negras - Parque Natural, que enlaza con la carretera provincial AL-3106 y ésta a su vez lleva hasta la localidad. También se puede acceder por la AL-4200, carretera cercana a la costa que va desde El Pozo de los Frailes hasta Las Hortichuelas pasando por las poblaciones de Los Escullos, La Isleta del Moro y Rodalquilar.
| Identificador | Denominación                                           | Itinerario                             |
| ------------- | ------------------------------------------------------ | -------------------------------------- |
| AL-3106       | De Níjar a Las Negras por Campohermoso y Fernán Pérez  | Níjar - Las Negras                     |
| AL-4200       | De la AL-3108 a la AL-3106 por la Isleta y Rodalquilar | Pozo de los Frailes - Las Hortichuelas |

### Autobús
Desde la Estación Intermodal de Almería, la empresa Autocares Bernardo presta un servicio de autobuses que une los núcleos de Rodalquilar, Las Negras, Las Hortichuelas, Fernán Pérez, Campohermoso, San Isidro, Níjar, Retamar y La Cañada de San Urbano con la capital almeriense.